# Brasília Integrada
O Programa de Transporte Urbano do Distrito Federal tem como objetivo geral promover a mobilidade no Distrito Federal brasileiro. Estão previstas construções e melhorias no sistema viário urbano e rodoviário do Distrito Federal, com o estabelecimento de vias exclusivas para ônibus, construção de terminais nos principais pontos de transferência de passageiros de transporte público coletivo, implementação de bilhetagem automática e um amplo conjunto de ações no âmbito da gestão e do fortalecimento institucional do Sistema de Transporte Urbano do Distrito Federal.

## Características do sistema
O projeto do Programa de Transporte Urbano do Distrito Federal prevê a implementação de quatro corredores viários com faixas exclusivas para ônibus e BRT, vias marginais e faixas de tráfego adicional, para aumento da capacidade viária. São eles:
- Corredor Eixo Oeste - ligará a Asa Sul e a Zona Central de Brasília às regiões de Águas Claras, Guará, Taguatinga e Ceilândia, a partir da reforma das rodovias EPTG, EPIG e ESPM, e das avenidas Comercial Norte e Hélio Prates. Terá 38,7 km de extensão.

- Corredor Eixo Sul - atualmente o único já concretizado, liga a Asa Sul às regiões de Santa Maria e Gama por meio de reforma das rodovias EPIA, EPIP e trecho da BR-040. Conta com 39,5 km de extensão.

- Corredor Eixo Norte - ligará a Asa Norte às regiões de Sobradinho e Planaltina por meio de reforma das rodovias EPIA e trecho da BR-020. Terá 42 km de extensão.

- Via Interbairros - nova rodovia ligará a Asa Sul às regiões de Águas Claras e Samambaia. Contará com 22 km de extensão.

O Programa de Transporte Urbano do Distrito Federal contempla também a ampliação do Metrô do Distrito Federal, com novas estações na Asa Norte, Samambaia e Ceilândia, bem como a construção do VLT, ligando o Aeroporto à Asa Norte. O programa prevê, ainda, a construção de um túnel na região central de Taguatinga e a criação do Anel Rodoviário do Distrito Federal, com reforma e adequação de rodovias próximas à região do Entorno.

## Obras de Construção
Em abril de 2009 começaram as obras do primeiro corredor, a Linha Verde, ligando Taguatinga a Brasília no trecho da DF-085 (Estrada Parque Taguatinga - EPTG). A rodovia tem um tráfego diário de 140 mil veículos, e a obra inclui cinco viadutos, vias marginais, ciclovias, e faixas exclusivas para ônibus no canteiro central, recapeadas com concreto, com provisão de ultrapassagem nas 17 paradas de alimentação. O corredor tem 12,7 km e as obras estavam orçadas inicialmente em R$ 190 milhões, valor financiado parcialmente pelo Banco Interamericano de Desenvolvimento. Os ônibus serão articulados com capacidade para até 160 passageiros. A obra sofreu atraso e foi entregue parcialmente em dezembro de 2010. Além da ciclovia, o próprio serviço de BRT ainda não foi implementado. 
O contrato das obras do corredor sul ("Expresso DF Sul"), que liga a região de Brasília às regiões de Gama e Santa Maria, foi liberado pelo Tribunal de Contas do Distrito Federal em agosto de 2011. No mesmo mês, o Governo do Distrito Federal autorizou o início das obras. O corredor contará com linhas de ônibus expressas (sem interrupções) e linhas com estações de embarque e desembarque, integradas ao iMetrô do Distrito Federal na Estação Terminal Asa Sul. Os veículos serão divididos em duas categorias: articulados, com capacidade de transportar 160 passageiros, e biarticulados, que transportam até 200 pessoas. A estimativa é que cerca de 220 mil pessoas venham a utilizar o novo transporte diariamente. Os ônibus articulados circularão em faixas exclusivas, criadas nos canteiros centrais ao longo de 25,9 km de corredor. O novo sistema tem ramais em Gama (8,7 km de extensão) e em Santa Maria (6,3 km).
O BRT no ramal do Gama começou a operar em caráter experimental em 2 de abril de 2014. Dois meses depois, começaram os testes no ramal de Santa Maria.  A partir de 30 de junho de 2014, enfim, o Expresso DF Sul passou a operar comercialmente.